# Valentín Ferraz y Barrau
Valentín Ferraz y Barrau (Ancils, Osca, 14 de febrer de 1792 - El Escorial, Madrid, 31 d'agost de 1866), fou un militar i polític aragonès, que va ocupar importants càrrecs en el regnat d'Elisabet II d'Espanya, com la presidència del Consell de Ministres.
Va néixer en una família noble, documentada en la Vall de Benasc, Osca, des del segle xii, amb clergues, polítics, juristes i militars. Era nebot d'Antonio Cornel y Ferraz, ministre de la Guerra de Carles IV; i cosí germà de José Ferraz y Cornel, ministre d'Hisenda en 1840, i de Francisco Javier Ferraz y Cornel, tinent general i president del Tribunal Suprem de Guerra i Marina.

## Guerra del francès
En 1808 va obtenir plaça com a cadet en el Regiment de Dragons del Rei al començament del segon setge de la ciutat de Saragossa, durant la invasió napoleònica, va ser fet presoner després de la rendició de la posició després de dos mesos de combats ferotges als carrers de la ciutat, però va aconseguir escapolir-se'n i reintegrar-se a l'exèrcit espanyol cosa que li va valer l'ascens a alferes en 1809. Aquest mateix any va fer la campanya de València, amenaçada per l'exèrcit francès del mariscal Louis Gabriel Suchet, va prendre part en els constants combats i escaramusses que es van succeir fins a la caiguda de la ciutat; no obstant això, la retirada de la major part de les tropes franceses per a la campanya de Rússia i l'ofensiva de Wellington des de Portugal, van permetre als aliats expulsar els francesos d'Espanya, trobant-se el regiment de Ferraz als camps de la Manxa on es va distingir en els combats que van precedir l'expulsió francesa i la signatura de la pau. Finalitzada la contesa amb el grau de tinent, va sol·licitar destinació a Amèrica on els exèrcits reials s'enfrontaven als independentistes.

## En l'Exèrcit Reial del Perú
En 1815 Ferraz va ser destinat al regiment Caçadors del Rei, el qual havia estat destinat al Dipòsit d'Ultramar i havia de partir pel Perú amb l'objecte de formar l'escorta del nou General en Cap de l'Exèrcit de l'Alt Perú, el brigadier José de la Serna, en la companyia de la qual es va embarcar en Cadis el 8 de maig de 1816 a bord de la fragata La Venganza. Ascendit a capità i al comandament de 4 oficials i 46 soldats del seu regiment va desembarcar al port peruà d'Arica el 8 de setembre del mateix any d'on després de reunir els cavalls i subministraments necessaris per a la campanya va passar al front de guerra altperuà per reunir-se amb l'exèrcit reial en la seva caserna de Cotagaita, sobre la base d'aquesta tropa europea seria creat en 1817 l'esquadró de Granaders de la Guàrdia amb una força original de 78 homes de la qual Ferraz era cap i al comandament del qual va fer les campanyes de Tarija, Jujuy i Salta, recuperant els territoris que havien estat ocupats pels independentistes argentins. El bon acompliment del cos de Ferraz faria que aquest deixés de ser un d'escorta per convertir-se en un regiment de línia que va arribar a tenir quatre esquadrons i dues companyies de batidors i tiradors amb un total de 600 homes.
Dels granaders de la guàrdia, per la seva instrucció, brillantor i disciplina, deia el general Juan Ramírez Orozco "tal vegada hi haurà molt pocs en la Península", mentre que Baldomero Espartero anava més enllà i assenyalava que "no cedia en res els millors d'Europa". Aquests elogis provinents de dos veterans oficials europeus evidencien els dots de Ferraz com a oficial de cavalleria i la seva disposició per al comandament.
Amb motiu de la invasió del general San Martín al cor del virregnat peruà en 1820, els granaders de Ferraz van abandonar l'Alt Perú per dirigir-se a Lima, durant el trajecte van haver de travessar 700 llegües moltes vegades per províncies revoltades com Huamanga, Huancavelica i Tarma, sofrint el constant atacs de les guerrilles i montoneres locals; reincorporat a l'exèrcit del baix Perú el ja comandant Ferraz va tenir ocasió de distingir-se en la incursió que el general Canterac va dirigir sobre la fortalesa assetjada del Callao i en els altres fets d'armes que van tenir lloc aquests anys va ascendir a brigadier.
El setembre del 1823 el virrei la Serna el va nomenar Comandant General de la Cavalleria de l'Exèrcit del Sud, conservant a més el comandament del seu regiment. El més significatiu fet d'armes que protagonitzaria seria el combat d'Arequipa on al comandament dels seus granaders, Ferraz va derrotar a la cavalleria independentista superior en nombre i manada per experimentats oficials europeus veterans de les guerres napoleòniques, el francès Pedro Benigno Raulet i l'anglès Guillermo Miller. Aquest combat no solament va permetre la recuperació de la plaça d'Arequipa sinó que també va reanimar a la resta de la cavalleria realista que es trobava desmoralitzada després d'haver estat batuda en la batalla de Zepita pels hússars de la Legió Peruana. Per aquesta intervenció Ferraz rebria anys més tard la més preuada de les condecoracions militars espanyoles: la Creu Llorejada de Sant Ferran.
El regiment de Ferraz no tindria l'oportunitat de participar en la batalla de cavalleries ocorreguda a la vora del llac Junín, això a causa que la revolta de l'exèrcit altperuà d'Olañeta va obligar al virrei a enviar-hi contra ell a l'exèrcit del sud al comandament de Valdés, després de sagnants combats en els quals el regiment de Ferraz va ser delmat, la campanya va haver de ser abandonada per tornar al Cusco, on el virrei reunia al seu exèrcit per a la lluita final contra Sucre. El 9 de desembre de 1824 el brigadier Ferraz va comandar a la cavalleria reialista en la batalla d'Ayacucho, la càrrega que va realitzar i en la qual va ser mort d'un tret el cavall que muntava no va aconseguir impedir la derrota i dispersió de l'exèrcit del virrei.
Comprès en la capitulació d'Ayacucho es va embarcar per a la península poc després, li acompanyaven uns pocs subalterns amb els quals havia arribat al Perú nou anys enrere.
Va tornar a Espanya en 1825, impulsant la seva carrera professional a l'ombra del general Baldomero Espartero fins a les més altes institucions, fidel sempre a les seves idees liberals: tinent general dels exèrcits, director general de l'arma de Cavalleria, inspector general de la Milícia Nacional, vocal de les juntes consultives de Guerra i Ultramar, diputat i senador del Regne per la província d'Osca, alcalde de Madrid, ministre de la Guerra en dues ocasions i president del Consell de Ministres en les últimes setmanes de la regència de María Cristina de Borbó (agost de 1840).
Especialment ressenyable és el període en què va estar al capdavant de la Direcció general de Cavalleria. La seva tasca en aquest període va ser una autèntica demostració d'iniciativa, activitat i dots de comandament, circumstància que, unida a la creació d'una acadèmia estable per a l'Arma a Alcalá de Henares, l'ha fet mereixedor de l'àlies de Regenerador de la Cavalleria espanyola.
En 1865, un any abans de la seva mort, el carrer de San Marcial de Madrid, comprès entre la plaça d'España i el passeig de Moret, s'anomenà carrer de Valentín Ferraz, nom que manté en l'actualitat. En el número 70 morí en 1925 el fundador del Partido Socialista Obrero Español, Pablo Iglesias, edifici on hi ha la seu principal de la formació política i motiu que el cognom de Valentín Ferraz hagi fet marca en l'opinió pública i els mitjans de comunicació.